# Don't Stop Me Now (canción de Toto)
Don't Stop Me Now es una canción de la banda de rock estadounidense Toto, lanzada para su álbum Fahrenheit.

## Información
Es una de las pocas canciones de Toto que es instrumental y que contienen el sonido del jazz. Fue lanzada como lado b del sencillo Till The End, y como pista N.º 10 del disco Fahrenheit. 

## Versiones
Existen 2 versiones conocidas:
- La primera es la del álbum en vivo Absolutely Live, durante la sección acústica del concierto.
- La segunda es la del álbum Live In Amsterdam 25 Anniversary, la cual se toca un fragmento después del solo de David Paich.

## Músicos
- Steve Lukather: Guitarra
- David Paich: Teclados.
- Jeff Porcaro: Batería, percusión.
- Mike Porcaro: Bajo.
- Steve Porcaro: Sintetizador.
- Miles Davis: Trompeta

- Datos: Q5813112